# Batrachoides surinamensis
Cá cóc Pacuma (tên khoa học Batrachoides surinamensis) là một loài cá cóc được tìm thấy trong vùng biển Caribê và Đại Tây Dương dọc theo bờ biển miền Trung và Nam Mỹ từ Honduras đến Brazil. Đây là cá cóc lớn nhất, đạt chiều dài lên đến 57 cm (22 in) và khối lượng tối đa từng được ghi nhận 2,3 kg (5,1 lb). Loại cá này có tầm quan trọng đối với ngành thủy sản thương mại và thị trường cá cảnh địa phương.